# Rhinolophus sakejiensis
Rhinolophus sakejiensis là một loài động vật có vú trong họ Dơi lá mũi, bộ Dơi. Loài này được Cotterill mô tả năm 2002.